# Fausto Pirandello
Fausto Pirandello (né le 17 juin 1899  à Rome et mort dans la même ville le 30 novembre 1975  est un peintre italien du XXe siècle, dont l'œuvre se rattache au mouvement d'art contemporain de l'école romaine (Scuola romana).

## Biographie
Fils du dramaturge Luigi Pirandello, qui obtient le Prix Nobel de littérature en 1934.
Élève de l'Académie des Beaux-Arts de Rome. Il séjourne à Paris de 1927 à 1932, découvre les œuvres de Braque et Pascin. Il se lie d'amitié avec ses compatriotes Savinio (1891-1952), de De Pisis (1896-1956), Campigli. Il participe à de nombreuses expositions de groupe, notamment: depuis 1926 régulièrement Biennale de Venise; depuis 1935 Quadriennale de Rome; 1939 Milan avec le groupe Corrente opposé aux théories du Novecento et du Futurisme; 1951, 1957 Biennale de São Paulo; 1955 International Exhibition de Pittsburgh. Il montre ses œuvres dans des expositions personnelles depuis 1925, à Rome en 1951 à la Galerie Nationale, en 1976 à la Galerie d'Art Moderne. Il obtient divers prix: prix de la commune de Rome, Quadriennale de Rome en 1951, Prix Marzotto à Valdagno en 1953, Prix du Fiorino à Florence en 1957.
Il travaille d'abord la sculpture qu'il abandonne pour la peinture avec des œuvres naturalistes. Vers 1928, il est influencé par le cubisme puis par la peinture métaphysique de De Chirico et l'expressionnisme. Il réalise une peinture sociale, s'attachant à décrire l'homme du peuple dans sa vie quotidienne, poursuivant parallèlement des recherches abstraites.

## Œuvres
- Composizione con nudi e pantofole gialle 1923
- Donne con salamandra 1930
- La Scala 1933
- Il bagno 1934
- La pioggia d'oro 1934
- Padre e figlio 1934
- Crocifissione laica 1935
- Spiaggia affollata 1939

## Musées
Nombre de ses œuvres sont accrochées aux cimaises de Musées dont: Détroit, Florence, Londres, Milan, Monza, Palerme, Pittsburgh, Richmond (Virginie), Rome, São Paulo, Trieste, Turin, Udine, Venise.